# Kendō
Il kendō (剣道? lett. "via (道?, dō) della spada (剣?, ken)") è un'arte marziale giapponese, ovvero una forma di budō (武道? lett. "via marziale" o "via della guerra") ed uno sport da combattimento che deriva dall'evoluzione delle tecniche di combattimento con la katana (刀? spada giapponese) anticamente utilizzate dai samurai (侍?) nel kenjutsu (剣術? lett. "arte (術?, jutsu) della spada (剣?, ken)") ed in cui i praticanti indossano un'armatura protettiva (防具?, bōgu) e usano spade di bambù (竹刀?, shinai) per colpirsi a vicenda.
È un'attività che combina pratiche e valori delle arti marziali ad un esercizio fisico faticoso e intenso. Può essere considerato, nella sua accezione puramente sportiva, l'equivalente giapponese della scherma occidentale.

## Principi fondamentali

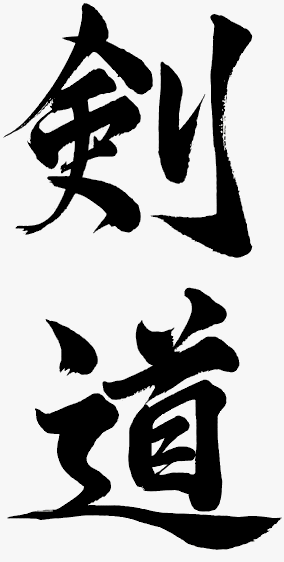
Kendō scritto in kanji

I principi fondamentali del kendō sono stati definiti da due documenti pubblicati il 20 marzo 1975 dalla All Japan Kendo Federation (AJKF):
- The Concept of Kendo (剣道の理念?, Kendō no rinen) in cui si enuncia il Concetto del Kendō
- The Purpose of Practicing Kendo (剣道修錬の心構え?, Kendō shūren no kokorogamae) che illustra lo Scopo della Pratica del Kendō

Il 14 marzo 2007 la AJKF ha poi pubblicato un terzo documento intitolato The Mindset of Kendo Instruction (剣道指導の心構え Kendō shidō no kokorogamae?) nel quale viene descritto l'Atteggiamento Mentale dell'Insegnamento del Kendō.

### Concetto del Kendō
(All Japan Kendo Federation, "The Concept of Kendo", 20 marzo 1975)

### Scopo della Pratica del Kendō
To cultivate a vigorous spirit,

And through correct and rigid training,

To strive for improvement in the art of Kendo,

To hold in esteem human courtesy and honour,

To associate with others with sincerity,

And to forever pursue the cultivation of oneself.

This will make one be able:

To love his/her country and society,

To contribute to the development of culture,

Coltivare uno spirito forte,

E, attraverso un addestramento corretto e severo,

Sforzarsi di progredire nell'arte del Kendo,

Tenere in considerazione la cortesia e l'onore,

Associarsi agli altri con sincerità

E ricercare per sempre il perfezionamento di sé stessi.

In questo modo si sarà capaci di:

Amare il proprio paese e la società,

Contribuire allo sviluppo della cultura

E di promuovere la pace e la prosperità tra i popoli.»
(All Japan Kendo Federation, "The Purpose of Practicing Kendo", 20 marzo 1975)

### Atteggiamento Mentale dell'Insegnamento del Kendō
For the correct transmission and development of kendo, efforts should be made to teach the correct way of handling the shinai in accordance with the principles of the sword.

Kendo is a way where the individual cultivates one’s mind (the self) by aiming for shin-ki-ryoku-itchi (unification of mind, spirit and technique) utilizing the shinai. The “shinai-sword” should be not only directed at one’s opponent but also at the self. Thus, the primary aim of instruction is to encourage the unification of mind, body and shinai through training in this discipline.

Reiho – Etiquette

When instructing, emphasis should be placed on etiquette to encourage respect for partners, and nurture people with a dignified and humane character.

Even in competitive matches, importance is placed on upholding etiquette in kendo. The primary emphasis should thus be placed on instruction in the spirit and forms of reiho (etiquette) so that the practitioner can develop a modest attitude to life, and realize the ideal of koken-chiai (the desire to achieve mutual understanding and betterment of humanity through kendo).

Lifelong Kendo

While providing instruction, students should be encouraged to apply the full measure of care to issues of safety and health, and to devote themselves to the development of their character throughout their lives.

Per la corretta trasmissione e lo sviluppo del kendo, è necessario sforzarsi di insegnare il modo corretto di trattare lo shinai secondo i principi della spada.

Kendo è una Via in cui l'individuo coltiva la propria mente (il sé) tendendo al shin-ki-ryoku-itchi (unificazione della mente, dello spirito e della tecnica) utilizzando lo shinai. La "shinai-spada" non deve essere solo diretta ad un avversario, ma anche a sé stessi. Pertanto, l'obiettivo principale dell'insegnamento è quello di favorire l'unificazione della mente, corpo e shinai attraverso l'allenamento di questa disciplina.

Reiho – Etichetta

Nell'istruire, occorre porre l'accento sull'etichetta per incoraggiare il rispetto per l'altro e coltivare le persone con un carattere dignitoso e umano.

Anche in competizioni ufficiali, si sottolinea l'importanza sostenere l'etichetta nel kendo. L'enfasi principale deve quindi essere posta sull'istruzione secondo lo spirito e le forme di reiho (etichetta) in modo che il praticante possa sviluppare un atteggiamento modesto verso la vita, e realizzare l'ideale di koken-chiai (il desiderio di raggiungere la comprensione reciproca e il miglioramento dell'umanità attraverso il kendo).

Kendo per tutta la vita

Mentre vengono istruiti, gli studenti dovrebbero essere incoraggiati ad applicarsi pienamente alla cura dei temi della sicurezza e della salute e di dedicarsi allo sviluppo del loro carattere per tutta la vita.

Kendo è uno "stile di vita" che le generazioni successive possono imparare insieme. L'obiettivo primario dell'istruzione del kendo è quello di incoraggiare i praticanti alla scoperta e definizione della propria Via nella vita attraverso la formazione nelle tecniche di kendo. In questo modo il praticante sarà in grado di sviluppare una ricca visione della vita ed in grado di mettere in pratica la cultura del kendo, beneficiando in tal modo dal suo valore nella propria vita quotidiana attraverso una maggiore vigoria sociale.»
(All Japan Kendo Federation, "The Mindset of Kendo Instruction and its Explanation", 14 marzo 2007)

### Le tre virtù costitutive dello Spirito del Kendō
Sempre la All Japan Kendo Federation, nell'ottobre del 1952 subito dopo la propria fondazione, ha definito le tre virtù fondamentali che unite rappresentano lo Spirito del Kendō (剣道の精神?, Kendō no seishin) associandole ad un colore ed inserendole in un logo:
🔴 Saggezza (智?, chi): giudicare ciò che è giusto
🔵 Umanità / benevolenza (仁?, jin): pensare alle cose dal punto di vista dell'altro
⚪ Coraggio (勇?, yū): superare la paura e l'ansia
La AJKF invita tutti i kenshi a indossarlo, a identificarsi in questo logo ad a ispirarsi alle virtù che rappresenta.
Il logo era chiamato inizialmente "distintivo di appartenenza" (会員章?, kaiin shō) ma è stato successivamente rinominato "kendojin badge" (剣道人バッジ?, kendō-jin bajji).

## Storia
I paragrafi seguenti, in cui viene descritta la storia del kendō, riportano una traduzione di quanto scritto sul sito ufficiale della federazione giapponese.

### La nascita della Nihonto
Ci sono diversi punti fondamentali che non possono essere trascurati nella storia del kendō. Il primo è l'avvento della nihontō (日本刀? lett. "spada giapponese").
La spada giapponese emerse a metà del periodo Heian (794-1185), e aveva una lama leggermente curva (sori) con creste rialzate lungo la sua lunghezza dette shinogi. I prototipi di questo stile di spada furono usati dalle tribù di cavalieri nel nord del Giappone durante il IX secolo.
Da allora, questo stile di spada fu adottato dai samurai e la tecnologia di forgiatura avanzò rapidamente durante il primo periodo dell'egemonia dei guerrieri intorno alla fine del periodo Kamakura (1185-1333). La forma della lama era caratteristica con i suoi lati rialzati (shinogi). Nel giapponese moderno, il termine shinogi-wo-kezuru significa "macinare insieme gli shinogi", in altre parole, "una gara serrata". Tale è l'influenza degli ideali della spada nella cultura giapponese.
Una delle leggende su Minamoto no Yoshitsune è che l'eroe tragico più amato del Giappone si allenasse tagliando con la spada le foglie che cadevano dagli alberi.

### Lo Shogunato Muromachi (1392-1573)
Dopo la guerra di Onin (1467-1477), in Giappone vi fu un periodo di caos politico e sociale durato oltre un secolo. Fu durante questa epoca che sorsero molte scuole di spada (kenjutsu).
Nel 1543, le armi da fuoco furono introdotte nell'isola di Tanegashima al largo della punta meridionale del Giappone. La spada giapponese veniva forgiata utilizzando il metodo di fusione tatarafuki che utilizzava minerali di ferro di alta qualità; tuttavia, non ci volle molto prima che questa tecnologia venisse applicata alla produzione di armi da fuoco. Di conseguenza, lo stile di combattimento pesantemente corazzato che prevaleva fino a quel momento cambiò radicalmente in uno stile di combattimento corpo a corpo più leggero. Ciò a sua volta ha portato all'ulteriore sviluppo e specializzazione della tecnologia di forgiatura della spada, nonché all'istituzione di tecniche e abilità più raffinate nell'arte della spada che sono state tramandate fino ai giorni nostri attraverso varie scuole come Shinkage-ryu e Itto-ryu.

### Lo Shogunato Edo (1603-1867)

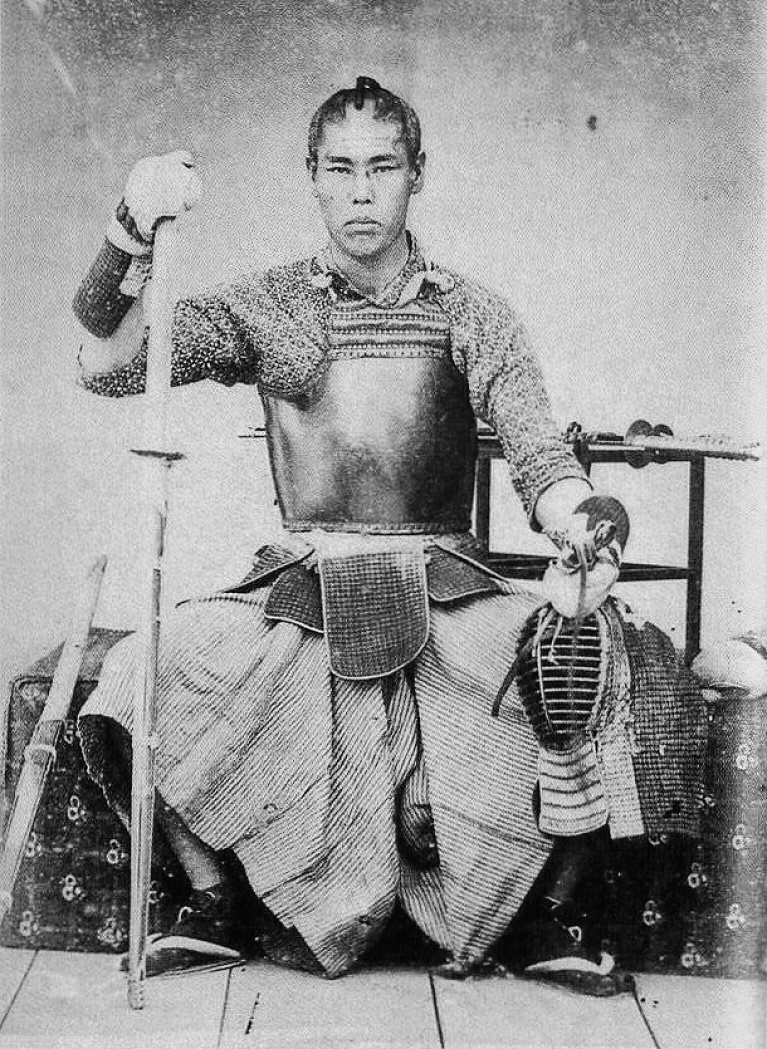
Takasugi Shinsaku, un praticante del Tardo Periodo Edo

Il Giappone conobbe un periodo di pace con l'inizio del periodo Edo. Durante questo periodo, l'arte della spada si è evoluta dalle tecniche di uccisione a quelle che hanno cercato di nutrire l'umanità attraverso concetti come katsunin-ken (la spada vivificante). L'arte della spada ha sviluppato teorie per la vittoria e ha anche guidato i praticanti a condurre uno stile di vita disciplinato. Queste idee sono state raccolte in libri che elaborano l'arte della guerra e la spiritualità, come Heiho Kadensho di Yagyu Munenori, Fudochi Shinmyoroku scritto dal monaco Takuan Soho per Tokugawa Iemitsu, il terzo Shogun del governo Tokugawa, e Gorin-no-sho (Il libro dei cinque anelli) di Miyamoto Musashi. Molti altri libri sulle teorie dell'arte della spada furono pubblicati durante la metà e la fine del periodo Edo: questi sono classici che influenzano il kendō ancora oggi.
Ciò che queste opere hanno trasmesso ai samurai è stato come superare le questioni della vita e della morte e come applicare l'arte della spada nel corso della vita quotidiana. I samurai hanno studiato queste opere per coltivare le loro menti dedicandosi ad affinare le loro abilità nel bujutsu. Lo studio dell'arte della spada ha fatto sì che la mente dei samurai si concentrasse sulla differenziazione tra il bene e il male e sull'accettazione della loro chiamata a compiere il sacrificio estremo in tempi di emergenza per adempiere al proprio dovere nei confronti del clan e del signore. In pace hanno lavorato come dipendenti pubblici e in tempi di tumulto erano preparati a combattere per la giustizia. Questa è la sintesi di quello che viene chiamato lo “spirito del bushido” e anche dopo il crollo del sistema feudale, questo spirito è ancora una parte importante della cultura del popolo giapponese.
Il kenjutsu del pacifico periodo Tokugawa fu caratterizzato dallo sviluppo di tecniche aggraziate derivanti dal combattimento vero e proprio. Molti maestri della spada si dedicarono all'evoluzione di quello che sarebbe diventato il kendō praticato oggi. Ad esempio, Naganuma Shirozaemon Kunisato della scuola Jikishin Kage-ryu sviluppò il kendō-gu (armatura protettiva) e stabilì un metodo di addestramento usando lo shinai (spada di bambù) all'inizio del 1700. Nakanishi Chuzo Kotake dell'Itto-ryu iniziò un nuovo metodo di allenamento usando il men (protezione per la testa) ed il kendō-gu in bambù a metà del 1700 che divenne rapidamente prevalente. Le competizioni interscolastiche divennero popolari nell'ultimo 1700 e gli spadaccini viaggiavano in tutto il paese alla ricerca di avversari più forti per migliorare le loro abilità.
All'inizio del XIX secolo furono prodotti nuovi tipi di equipaggiamento come le yotsuwari shinai (spade di bambù realizzate con quattro lamelle). Questo nuovo shinai era più flessibile e durevole del precedente fukuro shinai (letteralmente, spada di bambù coperta da una borsa). Inoltre, è stato introdotto il dō (protezione del busto) rinforzato in pelle e rivestito con lacca. Durante questo periodo, i "Tre Grandi Dojo di Edo" guadagnarono un'immensa popolarità nel nuovo stile di scherma a contatto completo con spade di bambù e armature protettive: Genbukan guidato da Chiba Shusaku; Renpeikan guidato da Saito Yakuro; e Shigakkan guidato da Momoi Shunzo. Chiba ha codificato le waza (tecniche) dell'allenamento con lo shinai nelle "Sessantotto tecniche del Kenjutsu" classificandole in base ai punti di impatto. Molte delle sue innovazioni tecniche sono ancora utilizzate nel kendō oggi.

### Restaurazione Meiji (1868)

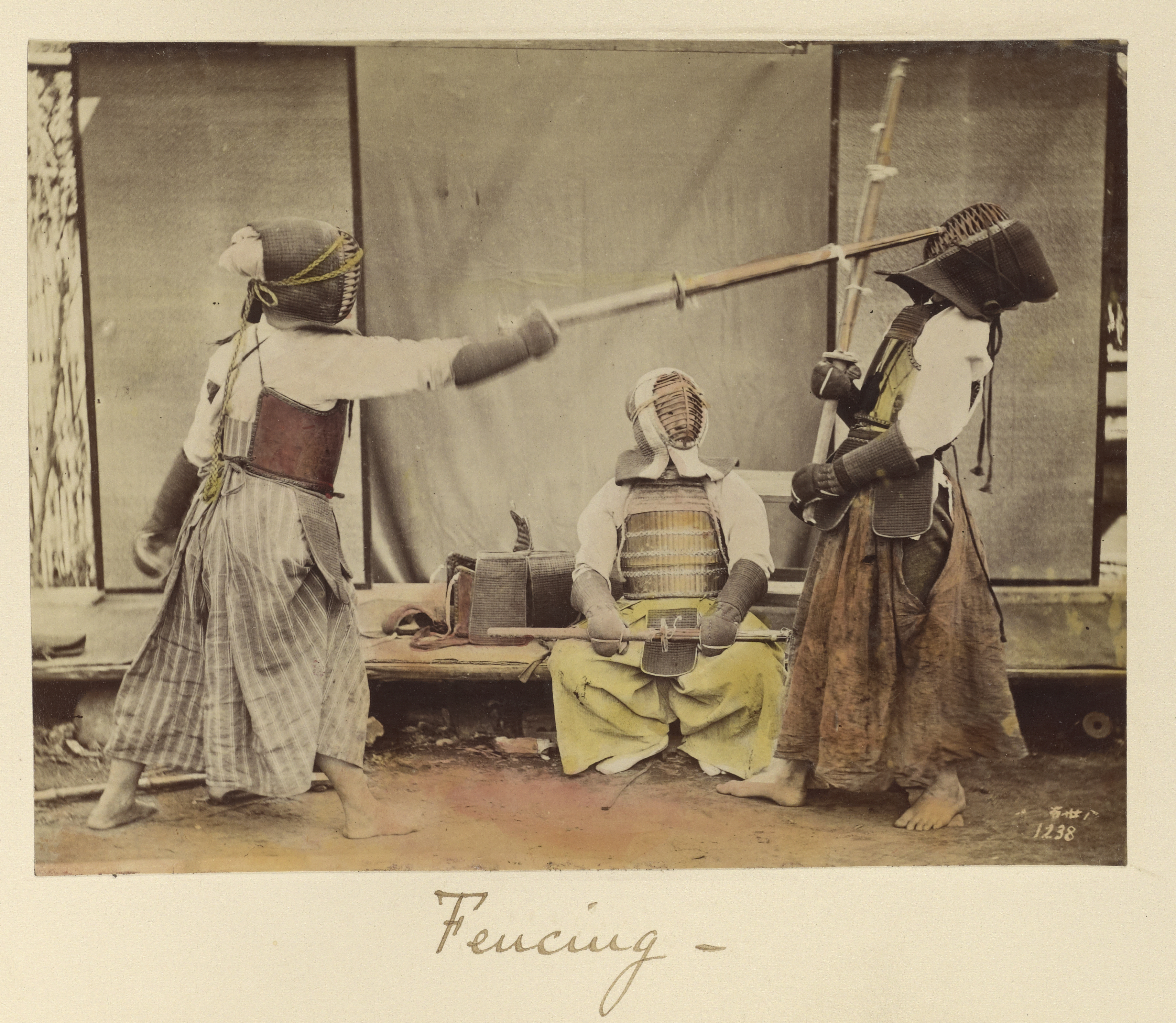
Kenjutsu in Giappone - Periodo Meiji (1873)

Dopo la Restaurazione Meiji nel 1868, la classe dei samurai fu smantellata e, con la proibizione dell'uso delle spade, la popolarità del kenjutsu diminuì drasticamente.
Sebbene "declassati" in quanto obsoleti e inutili nel teatro della guerra moderna, gli eventi della ribellione di Satsuma del 1877 (un movimento di resistenza dei samurai fallito contro il governo imperiale appena formato) portarono a una rinascita dello sviluppo della tradizionale abilità con la spada tra le forze governative e l'agenzia di polizia nazionale come mezzo per un allenamento fisico efficace. Nel 1895 venne fondata la Dai Nippon Butokukai come organizzazione nazionale per promuovere le arti marziali tradizionali nell'era moderna. Ciò ha coinciso con la pubblicazione del famoso trattato in inglese di Nitobe Inazo "Bushido: The Soul of Japan" che affrontava la cultura e la filosofia dei samurai.

### Il primo anno del periodo Taisho (1912)

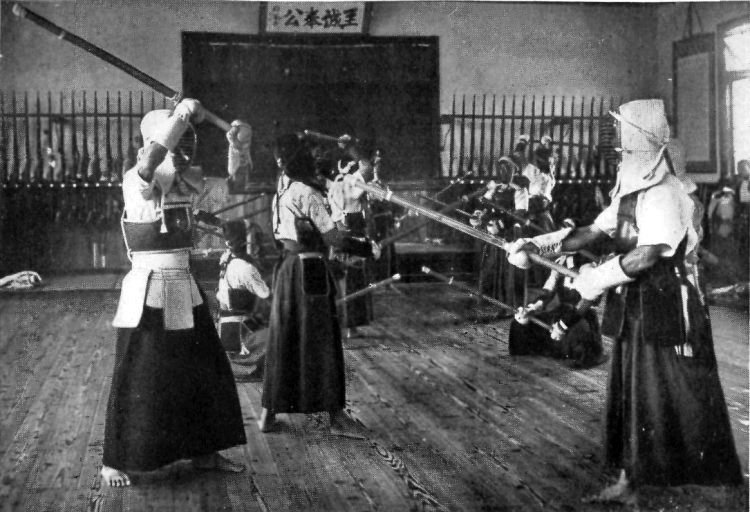
Kendō in Giappone attorno al 1920

Nel 1912, fu creato il Dai Nippon Teikoku Kendō Kata (in seguito ribattezzato Nihon Kendō Kata) per unificare le scuole classiche di spada e tramandare l'essenza e le tecniche della spada giapponese alle generazioni successive. Questo contribuì ad integrare l'allenamento con spade di bambù e rendere più realistico l'allenamento del kendō.
Nel 1919, Nishikubo Hiromichi cambiò ufficialmente la designazione di bujutsu (武術? lett. "arte della guerra" o "tecnica della guerra") e kenjutsu (剣術? lett. "arte della spada" o "tecnica di spada") in budō (武道? lett. "via della guerra") e kendō (剣道?). Sostituire il suffisso di “-jutsu” (tecnica o arte) con “-dō” (Via) aveva lo scopo di accentuare gli aspetti educativi e spirituali del kendō, piuttosto che il lato tecnico o competitivo.

### Dopo la sconfitta nella seconda guerra mondiale
Nel 1946, dopo la sconfitta del Giappone nella seconda guerra mondiale, il kendō fu proibito, come tutte le arti marziali e le organizzazioni di carattere militare, sotto l'occupazione delle forze alleate. Nel 1952, una volta finita l'occupazione e di conseguenza rimossa la proibizione, fu fondata la All Japan Kendo Federation (AJKF) ed il kendō venne così formalmente resuscitato.
Da allora, il kendō iniziò lentamente a diffondersi e guadagnare interesse in tutto il mondo: nel 1970, venne fondata la International Kendo Federation (FIK) e, nello stesso anno, si tennero i primi Campionati Mondiali di Kendo (WKC) nel Nippon Budokan.

## Popolarità in Giappone
Profondamente legato alla cultura popolare, il kendō in Giappone svolge un ruolo importante nell'istruzione scolastica ed è anche popolare tra persone di tutte le età e ceti sociali. Diversi milioni di praticanti di kendō si divertono a partecipare a sessioni regolari di keiko (allenamento di kendō): a marzo 2021 il numero di praticanti in possesso di almeno un dan, uno dei diversi gradi di cintura nera, registrati alla AJKF era di 1972002 (di cui 1383969 uomini e 588033 donne).
Dal 2012 è una delle discipline insegnate nelle università giapponesi con judo e cerimonia del tè ed è insegnato anche in molte scuole elementari, medie e superiori.
Il kendō è ampiamente praticato nelle forze armate e, soprattutto, nelle forze di polizia: vi sono un'unità speciali della polizia antisommossa dedicate alla pratica professionale del kendō tanto che molti dei principali maestri ed atleti di più alto livello sono ufficiali di polizia. Fra le scuole di kendō delle forze di polizia si distingue in particolare quella del Dipartimento della Polizia metropolitana di Tokyo, largamente considerata la più prestigiosa del mondo.

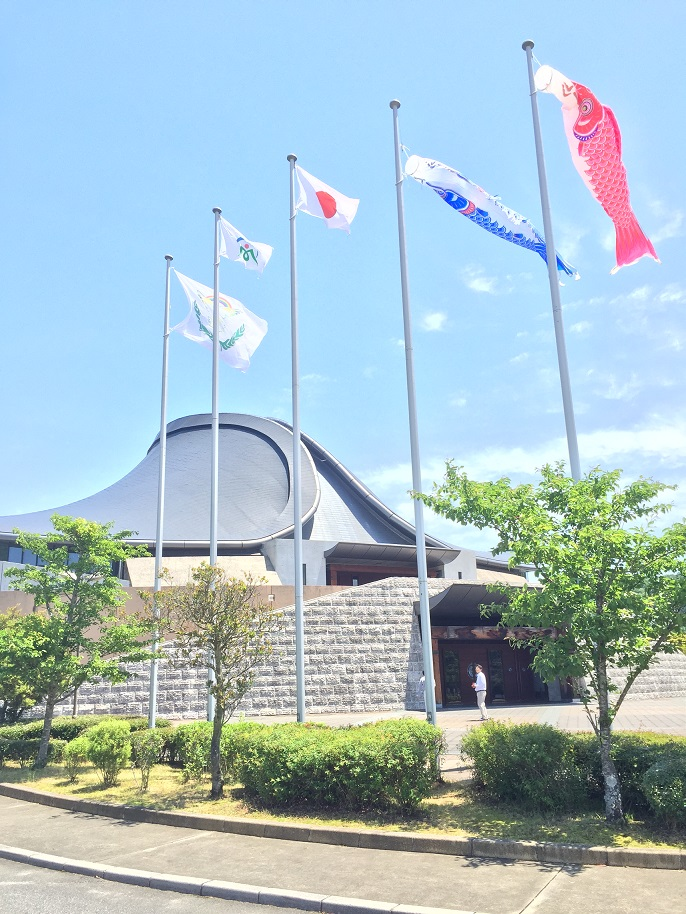
Il Musashi Budokan

Il kendō è profondamente legato alla figura di Miyamoto Musashi, uno dei Tesori Nazionali del Giappone. Il Musashi Budokan (武蔵武道館?), situato a Ōhara-chō, "quartiere" della città di Mimasaka nella Prefettura di Okayama, è stato costruito in onore dei celeberrimo samurai nel suo luogo natale ed è principalmente dedicato alla pratica del kendō. Ospita regolarmente molte delle scuole di kendō del Giappone e diverse competizioni di livello nazionale ed internazionale.
Al 60th Okayama National Sports Meetings del 2005 tenutosi al Musashi Budokan, due tecniche ufficiali della Scuola Niten Ichi Ryu fondata da Musashi sono state incorporate nella International Kendo Federation dal Ministero dell'Istruzione giapponese.
La fabbricazione di armature e shinai è ancora oggetto di una pratica artigianale e contribuisce a perpetuare una tradizione di piccoli commercianti.
Il kendō, in quanto parte della cultura nipponica, partecipa alla formazione delle classi popolari e delle élite. Ryutaro Hashimoto, Primo Ministro del Giappone dal 1996 al 1998, praticava kendō di cui è stato il 6° dan ed aveva un piccolo dojo all'interno del ministero delle finanze. Ha dichiarato: "la pratica del kendō è associata al [mio] successo".
Il celebre scrittore, drammaturgo, saggista e poeta Yukio Mishima è stato un praticante attivo (5º dan) ed ha scritto del kendō nelle sue opere; in particolare in La spada.

## Praticanti
I praticanti di kendō sono chiamati kendōka (剣道家? lett. "chi pratica kendō") oppure kenshi (剣士? lett. "spadaccino" o "schermidore"). Il secondo termine è prevalentemente utilizzato dai giapponesi, mentre gli "stranieri" utilizzano perlopiù la prima forma; esattamente come accade per il termine samurai (侍?) che è il comunemente utilizzato fuori dal Giappone ma a cui i nipponici generalmente preferiscono il vocabolo bushi (武士?).

## Fondamenti

### In generale

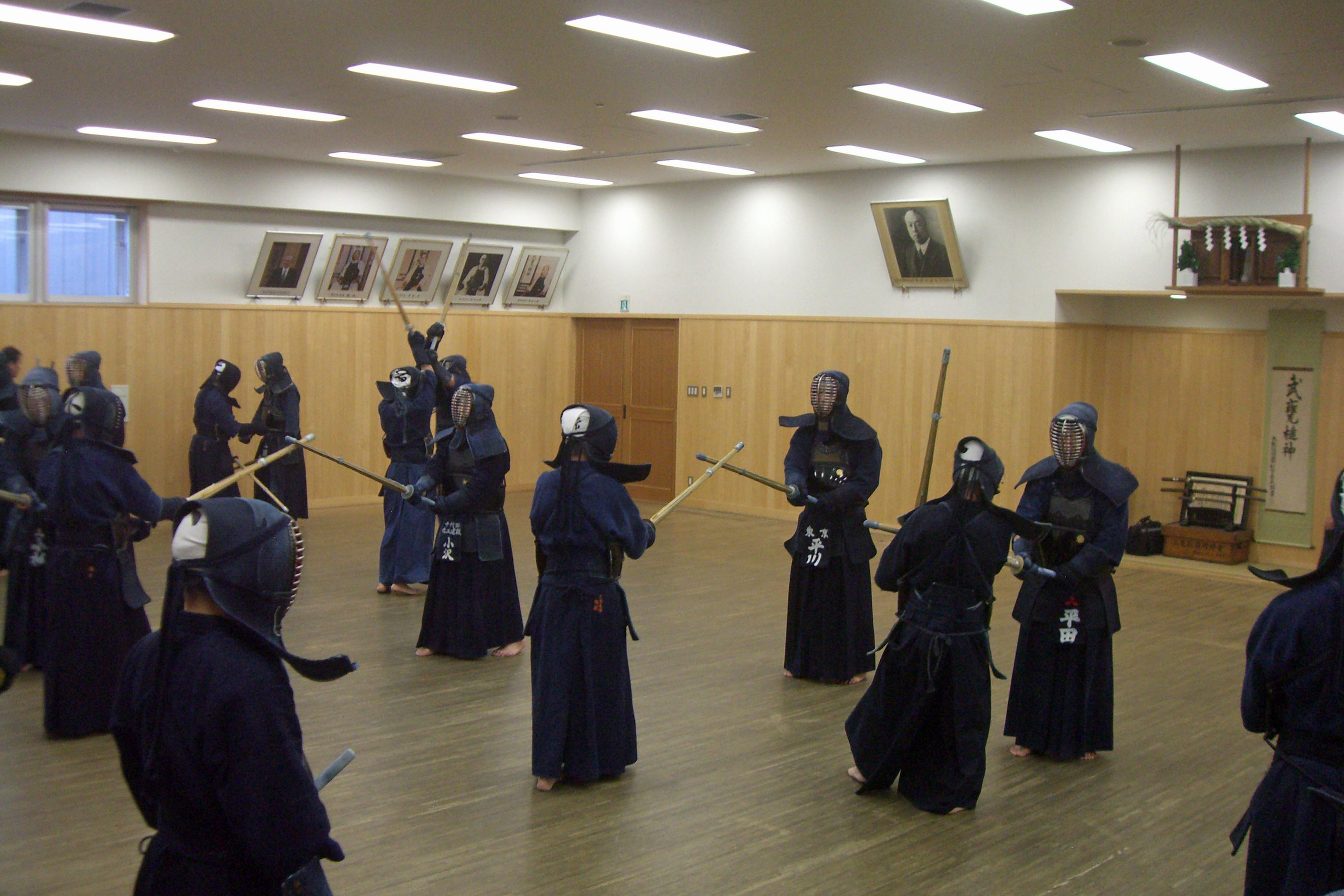
Praticanti in un moderno dojo

Il kendō è una forma di sciabola a due mani dove, grazie all'uso di attrezzature adeguate (spada di bambù (竹刀?, shinai) e armatura protettiva (防具?, bōgu)), gli assalti vengono effettuati in modo reale.
Esiste anche una pratica con due sciabole chiamata nitō (二 刀?), erede delle scuole delle due spade fra cui la più nota è la Niten ichi ryū (二天一流?) di Miyamoto Musashi.
Il kendō è praticato da uomini e donne in allenamenti, chiamati keiko (稽古?), generalmente comuni. Si organizzano gare ed eventi esclusivamente maschili o femminili (come ad esempio avviene nei campionati mondiali), ma non è raro formare squadre miste durante molte competizioni. Inoltre, non esistono categorie di peso e i praticanti non indossano alcun segno esteriore del loro rango.
Grazie alle protezioni e all'assenza di contatti fisici violenti e cadute, il kendō può essere praticato da 5 o 6 anni e fino a oltre 80 anni.
Complessi sono gli influssi religiosi e le tradizioni giapponesi nella pratica e nella gestualità: il kendō non è visto come una tecnica di combattimento, ma come un percorso di crescita personale; in questo senso, si dice che il kenshi/kendōka (colui che pratica il kendō) deve essere grato al compagno che lo colpisce perché gli mostra i suoi punti deboli, e deve colpire con spirito di generosità.
La pratica si svolge all'interno di un dōjō (道場?), un'ampia stanza con pavimento ricoperto di parquet; solitamente si inizia e finisce sempre con il triplice saluto (al dōjō, ai compagni e al maestro) e vi è un breve riscaldamento che coinvolge tutte le catene muscolari. Si passa poi ai suburi, cinque esercizi di riscaldamento con lo shinai: nell'ordine, praticato normalmente joge suburi, naname suburi ritenuto parte integrante di joge suburi, zenshin-men, zenshin-kotai-men, zenshin-kotai-sayu-men e choyaku-men (o aya suburi). Poi si passa allo studio delle tecniche vere e proprie per poi, alla fine, passare alla pratica del ji-geiko: ji-geiko non va praticato come shiai (combattimento "da gara"), ma cercando di esprimere un kendō di qualità, senza agonismo e ricerca ossessiva del punto.

### Yūkō datotsu
Un colpo valido viene definito yūkō datotsu (有効打突? lett. "colpo valido" o "colpo efficace") ed in gara corrisponde ad un punto, ippon (一本?); normalmente gli incontri si disputano al meglio di 3 ippon.
La validità dei colpi è determinata da una molteplicità di fattori il cui giudizio è spesso, per lo meno in parte, basato sull'esperienza. La valutazione dell'ippon da parte degli arbitri è un esercizio difficile. Questo è il motivo per cui ce ne sono 3 e devono essere essi stessi praticanti esperti di alto livello.
Il regolamento internazionale riporta:
"Yuko-datotsu viene definito come una stoccata o un fendente effettuati in modo accurato sul Datotsu-bui del Kendo-gu avversario con il Datotsu-bu dello Shinai con forte spirito e postura corretta, seguiti da Zanshin."
Da ciò deriva che un colpo è valido solo quando il combattente esegue il colpo con:
- la parte valida dello shinai, datotsu-bu (打突部? lett. "parte per colpire"), correttamente orientata su un bersaglio valido, datotsu-bui (打突部位? lett. "parte da colpire"), dell'avversario;
- ki ken tai no icchi (気剣体の一致?, lett. "spirito, spada e corpo in un tutt'uno");
- determinazione;
- postura corretta;
- vigilanza dopo il suo colpo, zanshin (残心? lett. "vigilanza continua" o "vigilanza non rilassata").

### Datotsu-bui

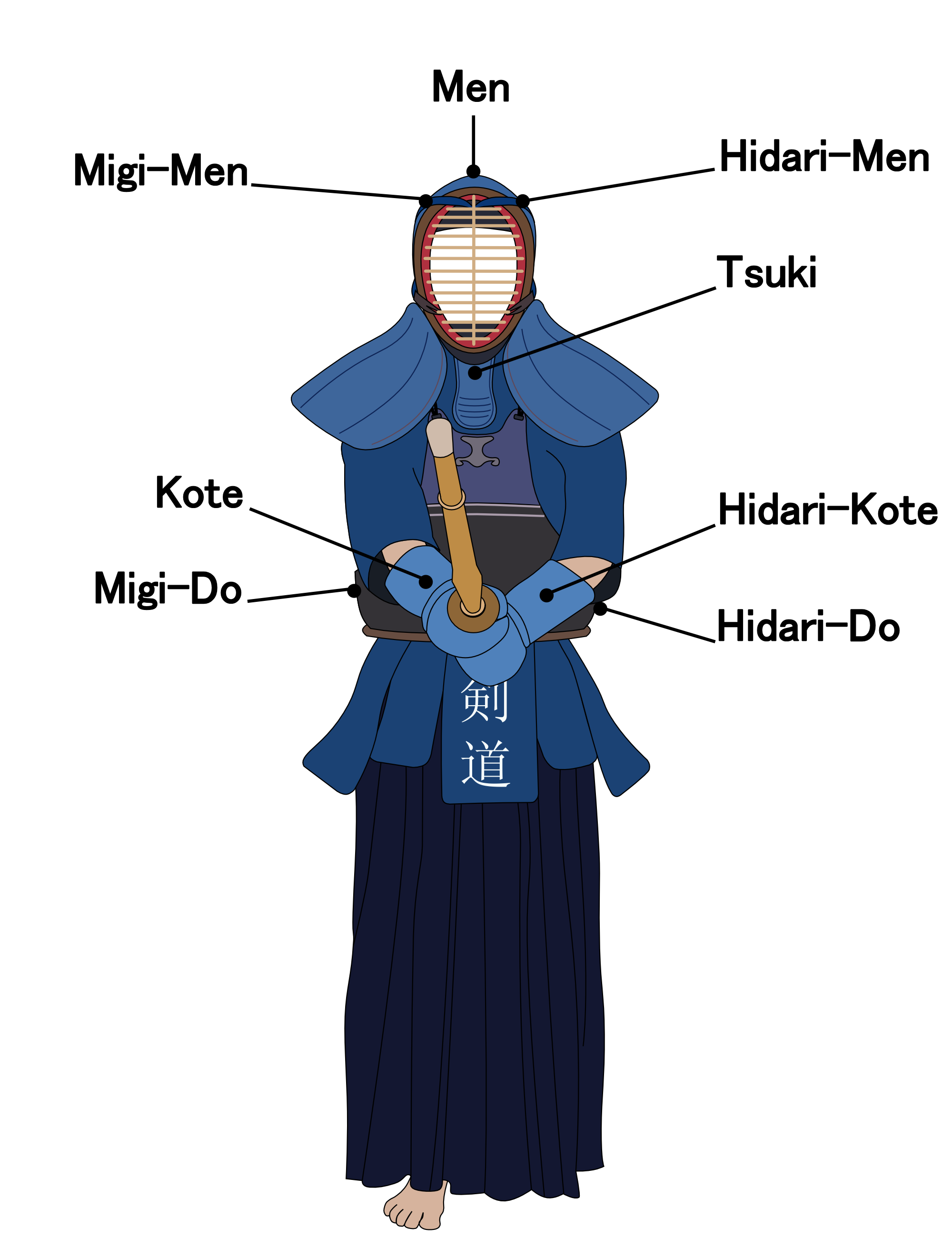
Datotsu-bui, i bersagli validi

Nel kendō solo alcune parti del corpo, chiamate datotsu-bui (打突部位? lett. "parte da colpire"), costituiscono un bersaglio valido
I quattro datotsu-bui, che danno anche il nome della tecnica che ha per bersaglio quella specifica parte del corpo, sono:
- Men (面?): la testa;
- Kote (小手?): i polsi;
- Dō (胴?): i fianchi;
- Tsuki (突き?): la gola.

Tranne tsuki, tutti i colpi hanno sia una variante destra (migi) che una sinistra (hidari), anch'essa valida; il kote è valido solo a destra su un partner in guardia chudan mentre è da entrambi i lati solo su un avversario in altre posizioni.

### Ki Ken Tai no Icchi
Una nozione fondamentale nel kendō è Ki Ken Tai no Icchi (気剣体の一致? lett. "lo spirito, la spada e il corpo in uno") o Kikentai Icchi (気剣体一致?) ovvero l'unità tra:
- Ki (気?): l'energia vitale che denota determinazione nell'assalto. Il ki si manifesta con il kiai (気合?), il grido che il combattente emette quando porta un attacco;
- Ken (剣?): la spada che rappresenta il colpo sferrato;
- Tai (体?): il corpo che designa l'impegno del corpo rappresentato da un colpo del piede anteriore a terra che deve essere eseguito contemporaneamente al taglio e al kiai.

### Kiai
Il kiai (気合? lett. "grido" o "spirito combattivo") è un grido ottenuto da una forte espirazione ventrale che consente di rilasciare l'energia al momento dell'assalto.
Nel kendō, ai principianti viene insegnato a gridare il nome della parte bersaglio del colpo (kote, men, dō, tsuki) per sviluppare il kiai. Man mano che si progredisce, il grido può essere sostituito da un kiai più personale.
Nei Nihon Kendō Kata (日本剣道形?), i colpi non sono sempre accompagnati da un kiai, ma l'ultimo colpo è tradizionalmente accompagnato da "Ya!" (Uchidachi) e "To!" (Shidachi)

### Kamae

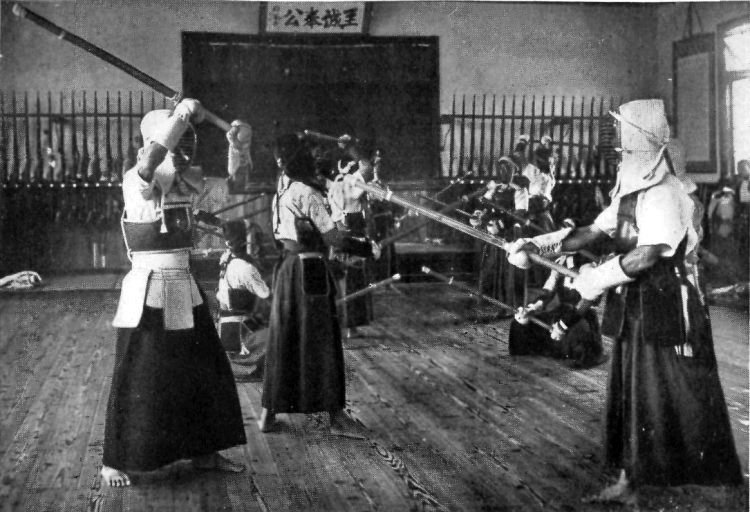
Jōdan-no-kamae (a sinistra) vs. Chūdan-no-kamae

Nel kendō sono codificate cinque diverse guardie, dette kamae (構え?).
Nella forma più diffusa, i combattenti si fronteggiano tenendo lo shinai con entrambe le mani (la mano destra vicino alla tsuba (鍔? guardia della spada giapponese), e la mano sinistra all'estremità della tsuka (柄? elsa), puntando verso la gola dell'avversario. Questa guardia fondamentale, chiamata Chūdan-no-kamae (中段の構え? lett. "posizione di mezzo"), permette di colpire avanzando con un solo passo (issoku itto).
Le altre quattro guardie sono:
- Jōdan-no-kamae (上段の構え? lett. "posizione superiore"): guardia alta, con lo shinai tenuto sopra la testa. Esistono due varianti di questa posizione a secondo di quale piede viene tenuto avanti:
  - Hidari Jōdan-no-kamae (左上段の構え?): guardia alta a sinistra in cui piede sinistro è avanti;
  - Migi Jōdan-no-kamae (右上段の構え?): guardia alta a destra in cui il piede destro è avanti.
- Gedan-no-kamae (下段の構え? lett. "posizione inferiore"): guardia bassa, simile alla guardia di base ma con la punta dello shinai abbassata al livello delle ginocchia dell'avversario;
- Hassō-no-kamae (八相の構え, 八双の構え?), in cui il combattente tiene la sciabola verticale sul lato destro con la tsuba a livello della bocca;
- Waki-gamae (脇構え?), in cui il combattente nasconde la sua sciabola dietro di sé, impedendo al suo avversario di giudicarne la lunghezza.

Se tutte queste guardie vengono studiate nei kata, le ultime due (Hassō-no-kamae e Waki-gamae) non vengono utilizzate nelle pratica ed in competizione.
Per la pratica con due spade (二刀?, nitō), il combattente tiene uno shinai in ogni mano: uno lungo e uno corto. Esistono molte varianti di questa guardia a seconda che lo shinai lungo sia tenuto con la mano sinistra o con la mano destra, a seconda della posizione dello shinai (sopra la testa o meno) e di quella dei piedi. I kenshi che praticano nitō sono molto rari, sia in competizione che nell'attività in generale.

## Equipaggiamento e vestiario
Il kendō si pratica impugnando una spada di bambù (竹刀?, shinai) ed indossando un abbigliamento in stile tradizionale giapponese ed un'armatura protettiva (防具?, bōgu); molto meno comunemente possono venire utilizzate due spade, una lunga ed una corta.
È da notare che, a differenza di ciò che avviene nella maggioranza delle arti marziali dove vengono largamente impiegate le "classiche" cinture, nel kendō non esistono simboli/indicatori esteriori del grado di un praticante. In questo modo non è possibile stabilire a priori il livello di un kenshi sconosciuto ma ci si può limitare solo a "dedurlo" dalla sua abilità di pratica.

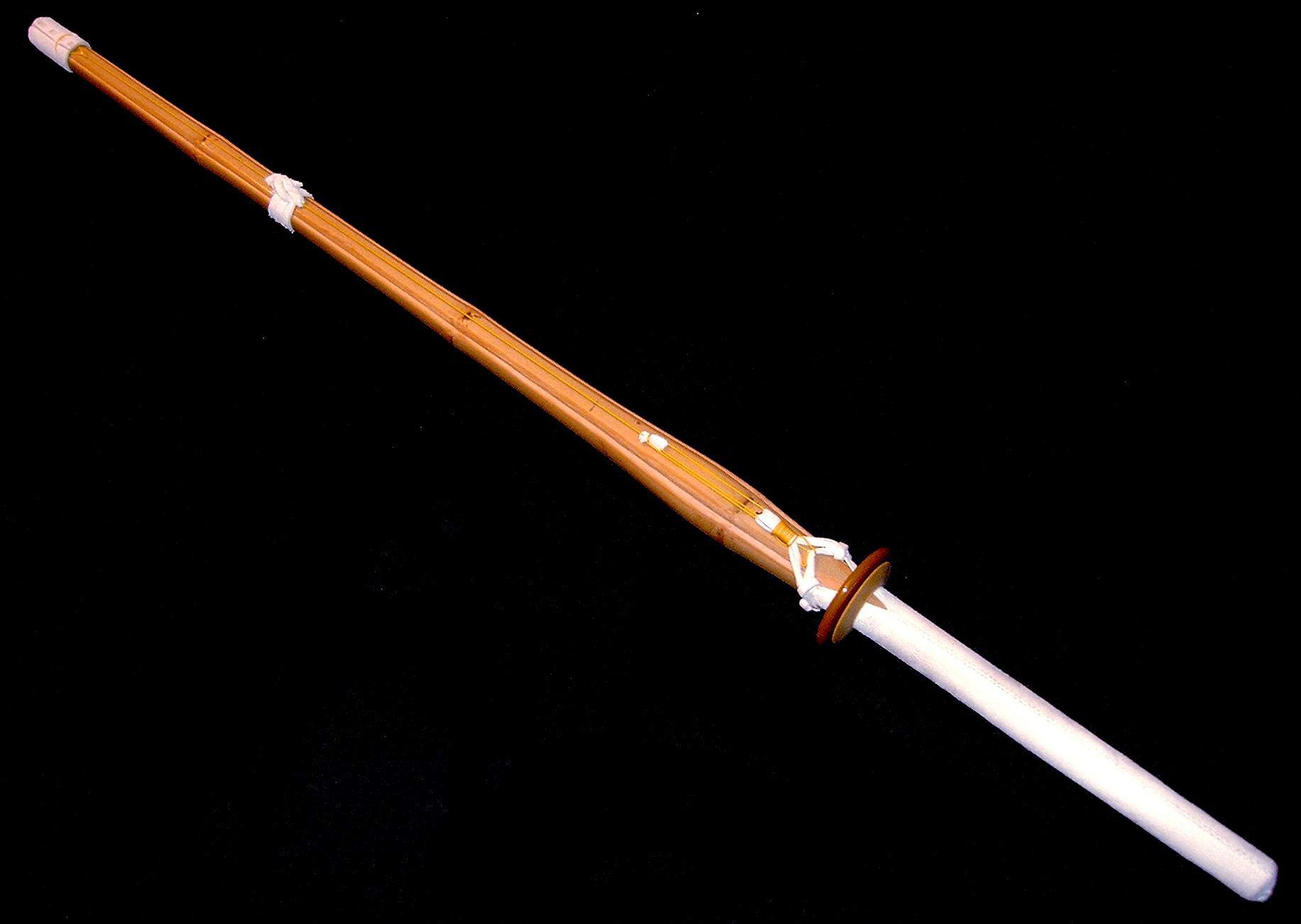
Shinai (竹刀?)
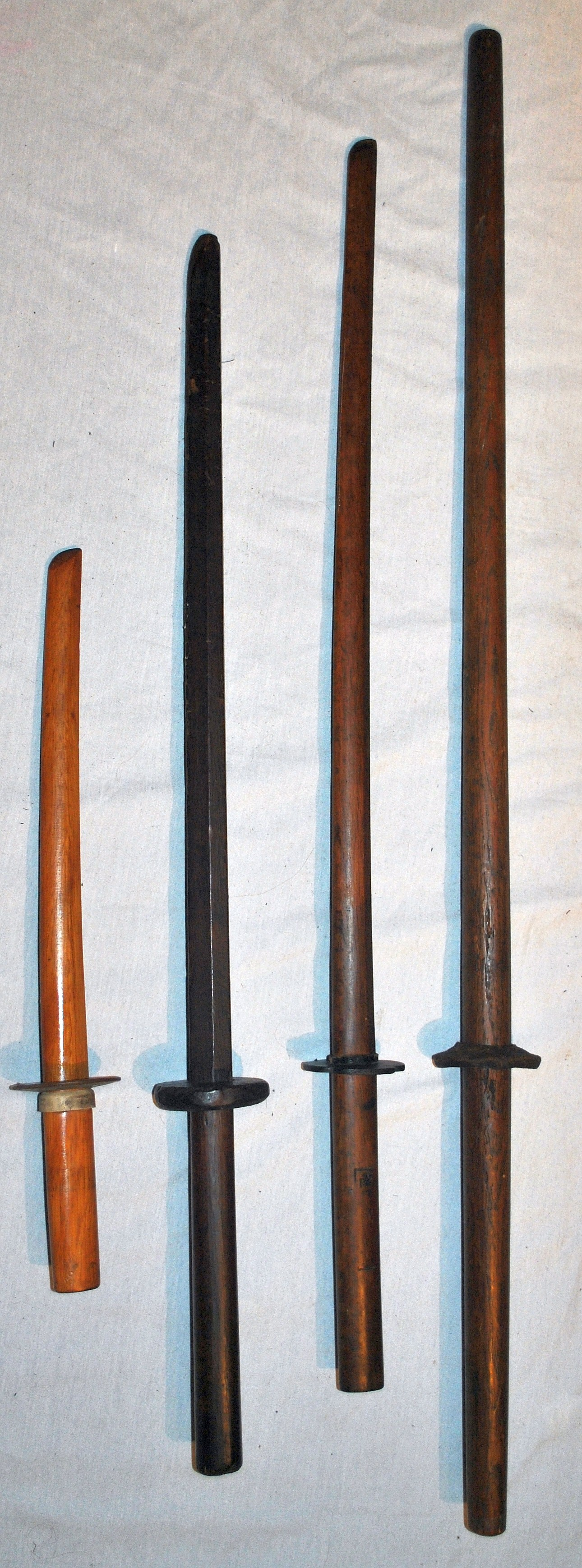
Bokutō (木刀?)
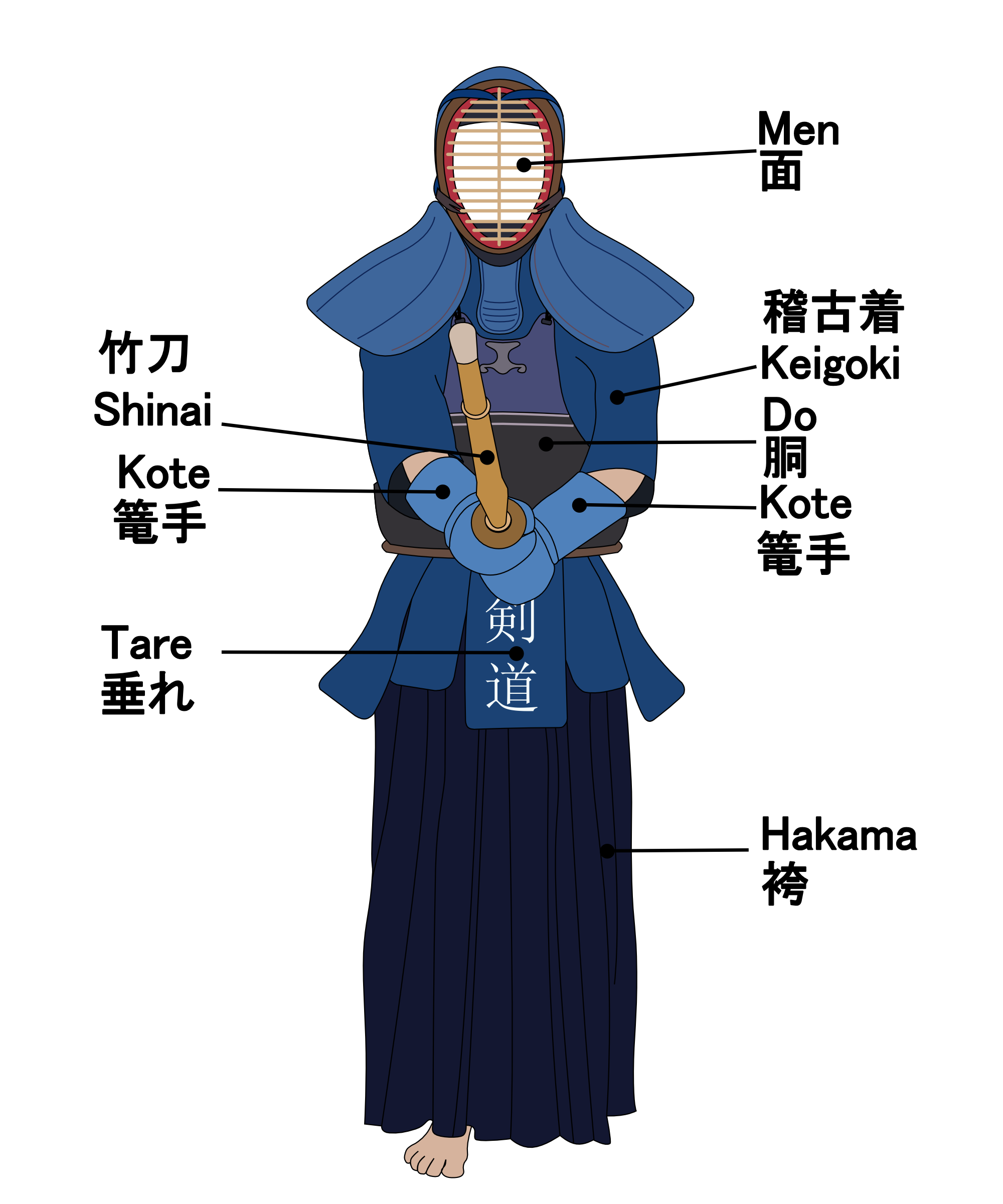
Abbigliamento e parti dell'armatura
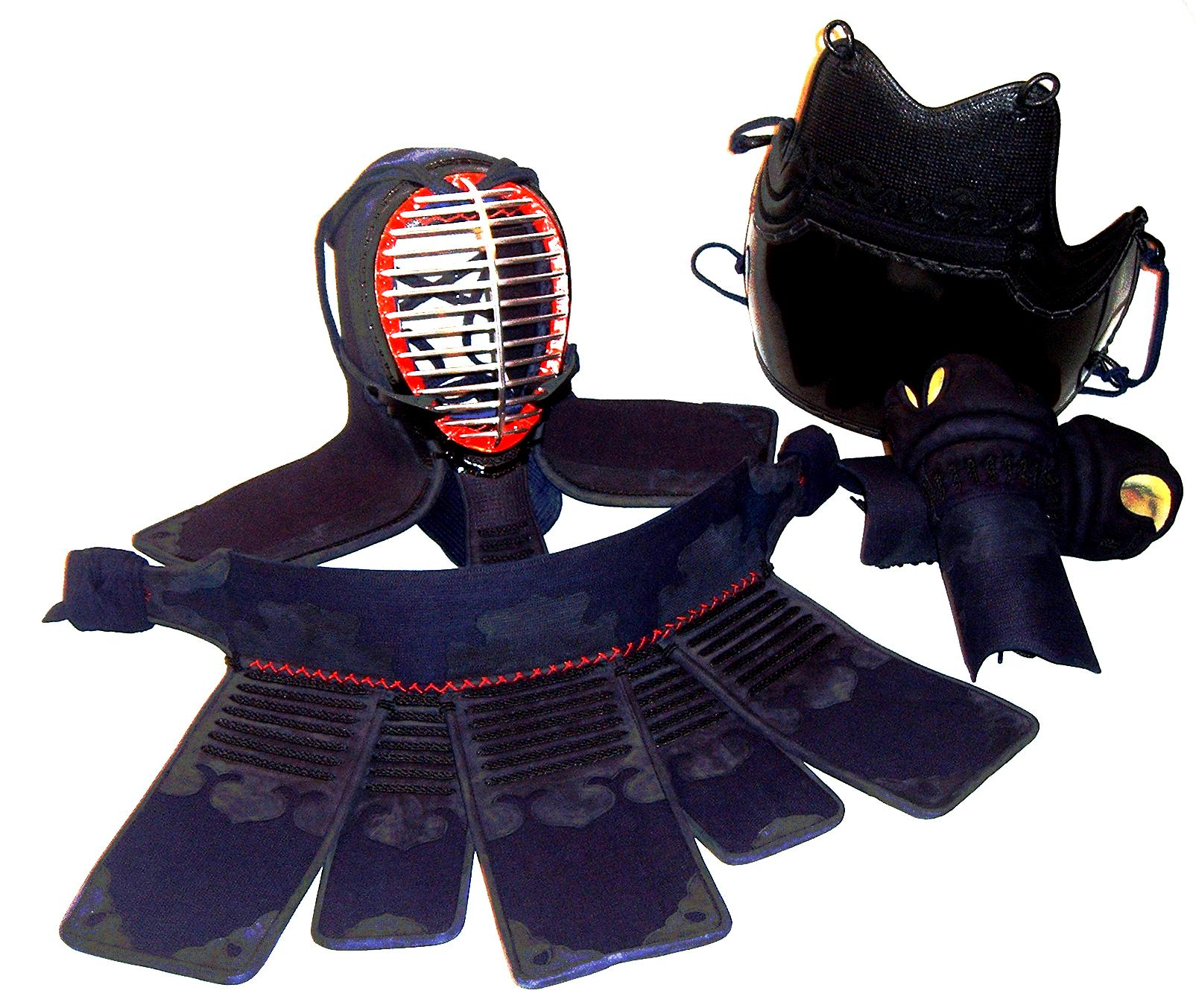
Un bōgu (防具?) completo
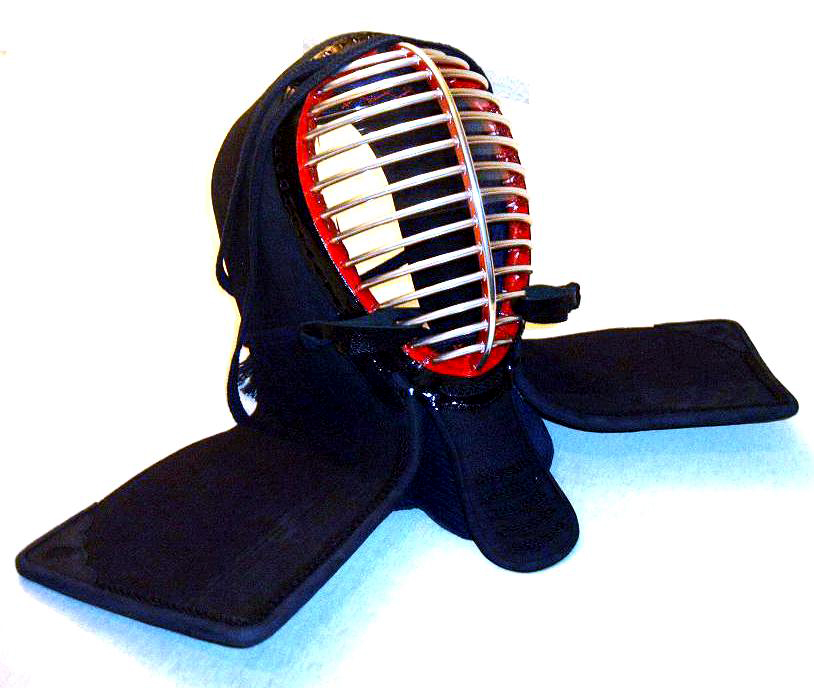
Men (面?)
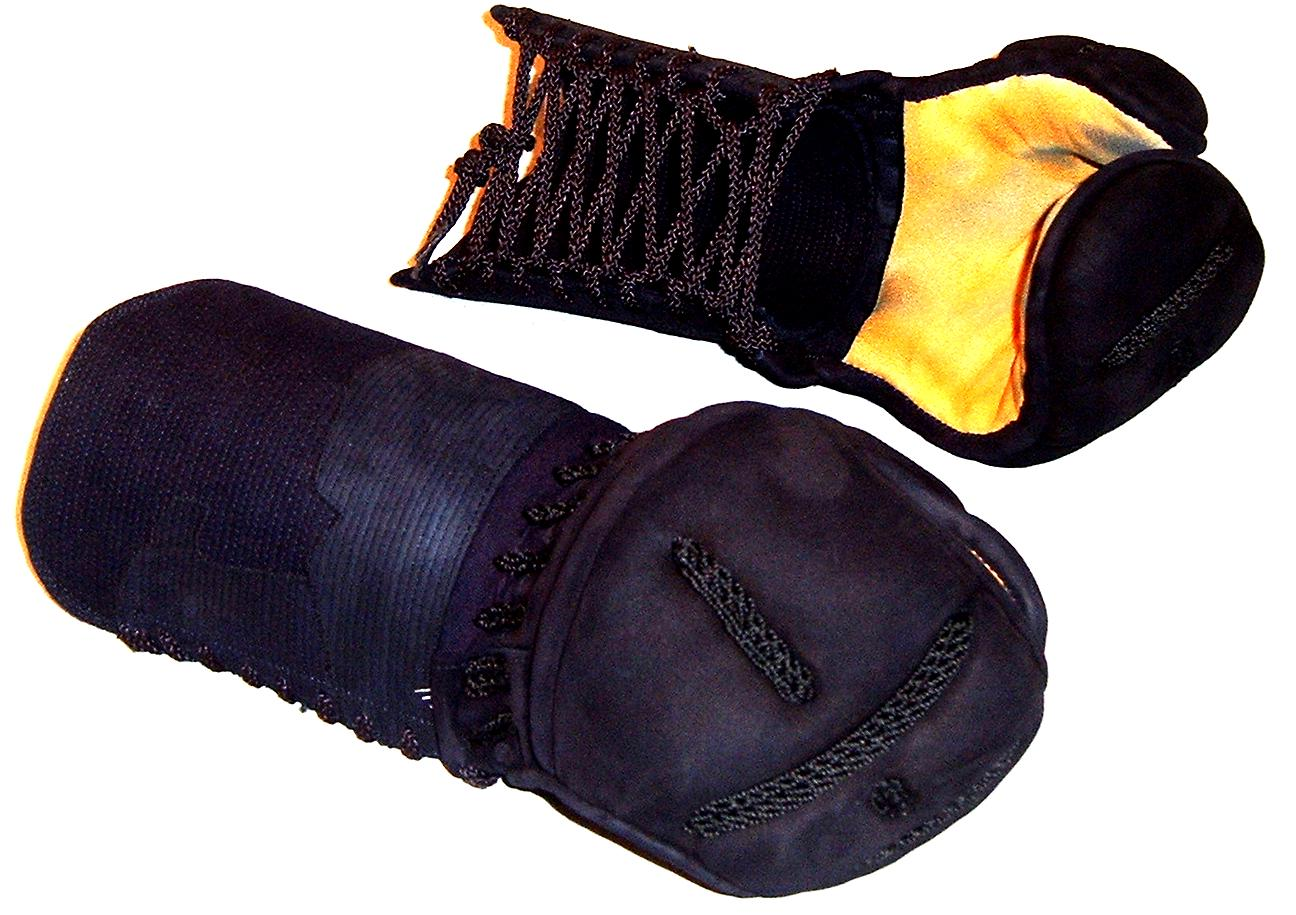
Kote (小手?)
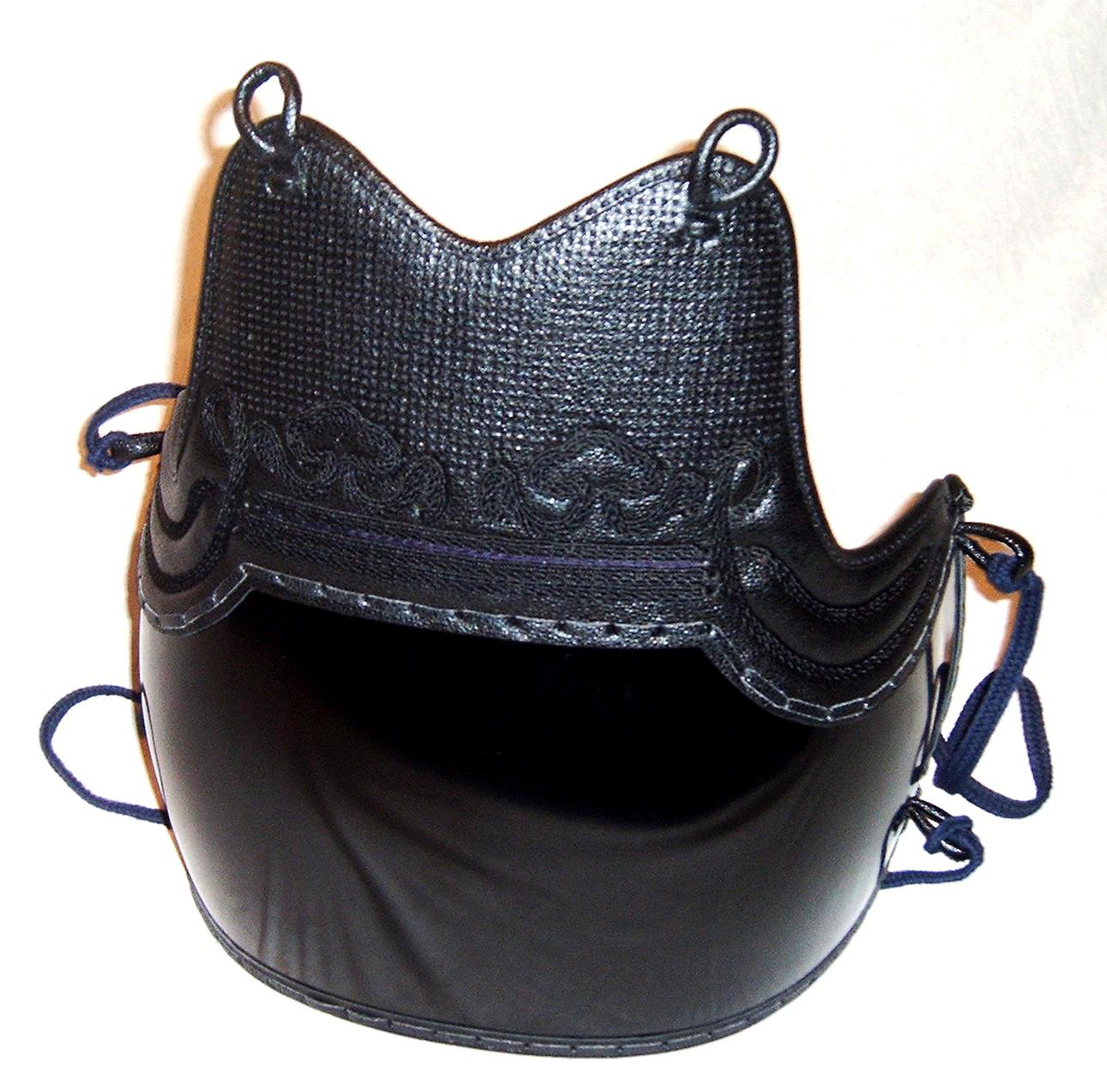
Dō (胴?)
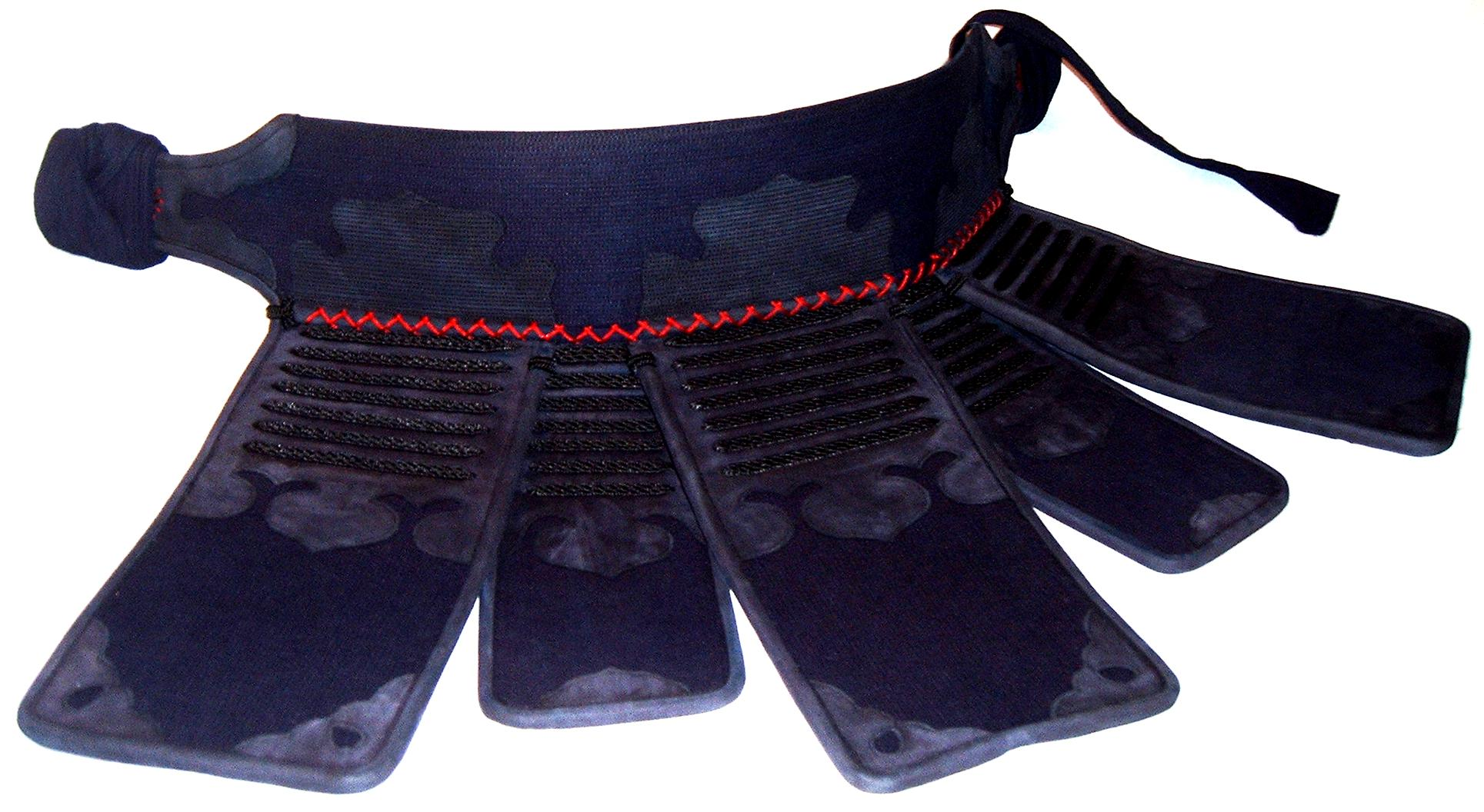
Tare (垂れ?)

### Shinai e Bokutō/Bokken
Lo strumento base ed indispensabile per la pratica del kendō è lo shinai (竹刀?) che rappresenta la katana (刀?) ed è formato da quattro stecche di bambù tenute insieme da parti in pelle. Esiste una variante moderna, molto meno diffusa, dello shinai realizzata in fibra di carbonio rinforzata da strati di resina.
Nella pratica del kendō kata (剣道形?), una serie di movimenti codificati che rappresentano varie tecniche di combattimento, si utilizzano delle spade di legno massiccio chiamate bokutō (木刀?) o bokken (木剣?); il primo termine è utilizzato prevalentemente dai giapponesi mentre gli "stranieri" prediligono il secondo.
I colpi sono portati sia con il lato (la lama) che con la punta dello shinai o del bokutō.

### Bōgu
Il bōgu (防具? armatura), anche chiamato kendōgu (剣道具? armatura da kendō), protegge specifiche parti del corpo che fanno da bersaglio ai vari colpi: la testa, la gola, i polsi ed i fianchi. La parola bōgu è composta da due parti: bō (防? proteggere) e gu (具? equipaggiamento).
Un bōgu da kendō ha quattro componenti:
- Men (面?): maschera combinata e protezioni per le spalle (elmo). Si compone di una griglia metallica detta men-gane (面金?) a protezione della faccia, una parte di spessi strati di pelle e tessuto a protezione della gola (tsuki-dare (突垂れ?) e dei lembi di tessuto imbottito a protezione delle spalle e di parte del collo (men-dare (面垂れ?);
- Kote (小手?): protezioni per mani e avambracci (guanti d'arme) di tessuto imbottito e pelle;
- Dō (胴?): protezione del busto (pettorale) di pelle e bambù o materiale sisntetico;
- Tare (垂?): protezioni per l'inguine e le gambe (scarsella) costituite da lembi di tessuto posti in verticale. La parte centrale del tare è generalmente coperta da una sorta di etichetta, in giapponese zekken (ゼッケン?) o nafuda (名札?), che riporta il nome del praticante ed il dōjō (oppure la città o la Nazione) a cui appartiene. Il tare non rappresenta un possibile bersaglio ma è solamente una protezione da colpi accidentali ed errati.

Nella pratica del kata, non essendo previsto che i colpi vengano portati completamente, non vengono indossate protezioni se non il tare.

### Vestiario
L'abbigliamento indossato sotto il bōgu comprende una giacca chiamata kendōgi (剣道着? lett. "vestito da kendō") - o più in generale keikogi (稽古着? lett. "vestito da pratica" o "vestito da allenamento") - e l'hakama (袴?), una sorta di ampia gonna-pantalone; entrambi di colore blu o, più raramente, bianco.
Un fazzoletto di cotone detto tenugui (手拭い?) viene infine avvolto e fissato intorno alle testa, sotto l'elmo (il men) per assorbire il sudore e fare in modo che il men venga calzato comodamente.

## Gradi nel Kendō
Come avviene in molte altre arti marziali, l'avanzamento tecnico nella pratica del kendō è misurato con un sistema di gradi a cui, per i gradi più elevati, può essere aggiunto un riconoscimento onorifico.
Come già detto, a differenza di ciò che avviene nella maggioranza delle arti marziali dove vengono largamente impiegate le "classiche" cinture, nel kendō non esistono simboli/indicatori esteriori del grado di un praticante.

### DaneKyū
Il sistema di gradi è diviso in kyū (級?) e dan (段?) , creato nel 1883, è utilizzato per indicare il grado di abilità. Esistono 10 livelli di dan da primo dan (初段?, sho-dan) al decimo dan (十段?, jū-dan) e, generalmente, vi sono invece 6 livelli di kyū sotto il primo dan. La numerazione dei kyū è inversa: il primo kyu (一級?, ikkyū) è quello immediatamente al di sotto del primo dan e il sesto kyu (六級?, rokkyū) è il grado più basso. Non vi è alcuna differenza di abbigliamento tra i vari livelli.
L'ottavo dan (八段?, hachi-dan) è oggi il grado più alto raggiungibile dal 2000, anno in cui la AJKF (e di conseguenza la IKF) ha abolito l'esame per i gradi di nono dan (九段?, kyū-dan) e decimo dan (十段?, jū-dan).
Si dice che l'esame per l'8° dan di kendō sia uno dei più difficili esami in generale (se non il più difficile): in Giappone su un numero medio annuale di circa 1500 praticanti del 7° dan che tentano di raggiungere l'8° si registra una percentuale di successi minore dell'1%.
Per poter far parte della giuria di un esame per l'ottavo dan è necessario essere 7° dan da almeno 15 anni.
I candidati devono sostenere il proprio esame di fronte ad una commissione la cui composizione dipende dal grado da esaminare. La tabella seguente riporta i criteri di formazione della commissioni adottati dalla Confederazione Italiana Kendo (CIK).
| esame di | esame di         | qualifica esaminatori | numero | quorum per la promozione     |
| -------- | ---------------- | --------------------- | ------ | ---------------------------- |
| 1º kyu   | 1º kyu           | 4° dan o superiori    | 5      | approvato da un minimo di 3  |
| 1º dan   | 1º dan           | 4° dan o superiori    | 5      | approvato da un minimo di 3  |
| 2º dan   | 2º dan           | 5° dan o superiori    | 5      | approvato da un minimo di 3  |
| 3º dan   | 3º dan           | 5° dan o superiori    | 5      | approvato da un minimo di 3  |
| 4º dan   | 4º dan           | 6° dan o superiori    | 6      | approvato da un minimo di 4  |
| 5º dan   | 5º dan           | 7° dan o superiori    | 6      | approvato da un minimo di 4  |
| 6º dan   | 6º dan           | 7° dan o superiori    | 6      | approvato da un minimo di 4  |
| 7º dan   | 7º dan           | 7° dan o superiori    | 6      | approvato da un minimo di 4  |
| 8º dan   | Prima sessione   | 8° dan o superiori    | 7      | approvato da un minimo di 5  |
| 8º dan   | Seconda sessione | 8° dan o superiori    | 14     | approvato da un minimo di 10 |

Il programma dell'esame varia a seconda del grado da conseguire. La tabella sintetizza quello che avviene in Italia.
| esame di       | programma                                |
| -------------- | ---------------------------------------- |
| 1º kyu         | kirikaeshi, gigeiko, kata                |
| 1º dan         | kirikaeshi, gigeiko, kata e test scritto |
| da 2° a 5º dan | gigeiko, kata e test scritto             |
| 6º e 7º dan    | gigeiko, kata                            |

Per quanto riguarda il Kendō-no-Kata, le forme da eseguire variano a seconda del grado da conseguire:
| esame di       | kata da eseguire                                |
| -------------- | ----------------------------------------------- |
| 1º kyu         | Tachi-no-Kata 3 forme                           |
| 1º dan         | Tachi-no-Kata 3 forme                           |
| 2º dan         | Tachi-no-Kata 5 forme                           |
| 3º dan         | Tachi-no-Kata 7 forme                           |
| da 4° a 7º dan | Tachi-no-Kata 7 forme e Kodachi-no-kata 3 forme |

I requisiti per accedere agli esami di dan sono riportati nella tabella seguente:
| grado                     | requisito di grado                          | requisito d'età |
| ------------------------- | ------------------------------------------- | --------------- |
| 1° dan (初段?, sho-dan)   | Minimo 3 mesi dal conseguimento del 1º kyū  | Minimo 14 anni  |
| 2° dan (二段?, ni-dan)    | Minimo 1 anno dal conseguimento del 1º dan  |                 |
| 3° dan (三段?, san-dan)   | Minimo 2 anni dal conseguimento del 2º dan  |                 |
| 4° dan (四段?, shi-dan)   | Minimo 3 anni dal conseguimento del 3º dan  |                 |
| 5° dan (五段?, go-dan)    | Minimo 4 anni dal conseguimento del 4º dan  |                 |
| 6° dan (六段?, roku-dan)  | Minimo 5 anni dal conseguimento del 5º dan  |                 |
| 7° dan (七段?, nana-dan)  | Minimo 6 anni dal conseguimento del 6º dan  |                 |
| 8° dan (八段?, hachi-dan) | Minimo 10 anni dal conseguimento del 7º dan | Minimo 46 anni  |

### Shogo
Lo shōgō (称号?) è un riconoscimento che può essere assegnato ai dan superiori. Vi sono tre diversi livelli: renshi (錬士?), kyōshi (教士?), and hanshi (範士?). Il titolo è indicato prima del grado di dan, per esempio  (錬士六段?, renshi roku-dan).
La tabella riporta le condizioni per lo shōgō definite dalla AJKF - ogni federazione nazionale può definire dei propri criteri.
| Shogo          | Grado richiesto | Condizioni |
| -------------- | --------------- | --- |
| renshi (錬士?) | 6º dan          | Aver conseguito il 6º dan da almeno 1 anno, superare uno screening da parte della federazione, ricevere una raccomandazione dal presidente dell'organizzazione regionale ed infine superare un esame teorico.                           |
| kyōshi (教士?) | renshi 7º dan   | Aver conseguito il 7º dan da almeno 2 anni, superare uno screening da parte della federazione, ricevere una raccomandazione dal presidente dell'organizzazione regionale ed infine superare un esame teorico.                           |
| hanshi (範士?) | kyōshi 8-dan    | Aver conseguito l'8º dan da almeno 8 anni, superare uno screening da parte della federazione, ricevere una raccomandazione dal presidente dell'organizzazione regionale e dal presidente nazionale ed infine superare un esame teorico. |

## Il Kendō nel mondo
Sebbene non con la medesima popolrità riscontrabile in Giappone, il kendō è praticato nella maggior parte del mondo; in generale, ha tradizioni più profonde in paesi con forti legami storici con il Giappone (come Corea del Sud e Taiwan), così come paesi con grandi comunità di immigrati nipponici (ad es. Stati Uniti, Canada e Brasile).
Vi sono organizzazioni internazionali, nazionali e regionali gestiscono e promuovono la pratica del kendō e di discipline ad esso collegate. Il maggiore di questi organismi è la International Kendo Federation (FIK), la federazione internazionale che raggruppa e coordina la maggior parte delle organizzazioni di kendō nazionali e regionali; la FIK funge da collegamento tra la federazione giapponese - All Japan Kendo Federation (AJKF) (in giapponese Zen Nihon Kendō Renmei (全日本剣道連盟?) (ZNKR), spesso abbreviato in Zen Ken Ren (全剣連?)), a prescindere dagli organismi internazionali, de facto il vero punto riferimento del mondo del kendō - e la comunità internazionale con l'obiettivo promuove e rendere popolare il kendō, lo iaidō e il jodō. La FIK è stata fondata nel 1970 da 17 federazioni nazionali; il numero delle organizzazioni affiliate e riconosciute è aumentato negli anni fino a 57 (a maggio 2015). La FIK fa parte della Alliance of Independent Recognised Members of Sport (AIMS), di conseguenza, della Global Association of International Sports Federations (GAISF) e della World Anti-Doping Agency (WADA).
A livello europeo, il principale riferimento è, in quanto affiliata alla International Kendo Federation, la European Kendo Federation (EKF) a cui sono legate la maggior parte delle federazioni nazionali del continente.
Altre organizzazioni che promuovono lo studio delle arti marziali giapponesi, compreso il kendō, sono la (nuova) Dai Nippon Butoku Kai (DNBK) e la International Martial Arts Federation (IMAF). L'attuale DNBK non ha alcun collegamento con l'organizzazione prebellica, sebbene ne condivida gli stessi obiettivi. La International Martial Arts Federation (IMAF) è stata fondata a Kyoto nel 1952 ed è dedicata alla promozione e allo sviluppo delle arti marziali in tutto il mondo, compreso il kendō.

## Il Kendō in Italia
In Italia il kendō è promosso da due differenti federazioni: la Confederazione Italiana Kendo (CIK) e la Federazione Italiana Kendo (FIK). Il kendō in Italia non ha ancora un riconoscimento del CONI.
La Confederazione Italiana Kendo è l'unica federazione nazionale ad essere riconosciuta dalla International Kendo Federation (FIK) e dalla European Kendo Federation (EKF) per la gestione della pratica e della diffusione di Kendo, Iaido, Jodo (e di conseguenza dalla All Japan Kendo Federation (AJKF)) e dalla International Naginata Federation (INF) e dalla European Naginata Federation (ENF) per la Naginata. La CIK collabora inoltre con il Centro Sportivo Educativo Nazionale, un Ente di promozione sportiva riconosciuto dal CONI e dal CIP.
La CIK ha organizzato i 17º campionati europei (Bologna 2001) ed i 15° campionati mondiali (Novara 2012); è stata inoltre selezionata per i 19WKC in programma per luglio 2024 a Milano.
Nella CIK confluiscono le seguenti discipline:
- Kendō
- Iaidō
- Jōdō
- Naginata

La Federazione Italiana Kendo fino al 2003 era una Disciplina Associata alla Federazione Italiana Scherma (FIS) e di conseguenza era riconosciuta dal CONI. Oggi la FIK è riconosciuta dalla All Japan Budo Federation di Kyoto, che fa capo alla Casa Reale Nipponica e dalla Federazione Internazionale Dai Nippon Budoku Kai.
La FIK si occupa delle seguenti discipline:
- Kendō
- Iaidō
- Battodō
- Sport Chanbara

## Competizioni ed eventi
Oltre a varie competizioni private (siano esse locali, nazionali o internazionali), che per lo più si ripetono di anno in anno, si tengono campionati nazionali, continentali (ad esempio il 17º campionato europeo si è disputato a Bologna nel 2001) e mondiali (il 15° si è tenuto a Novara nel maggio 2012 mentre il 19º è programmato per luglio 2024 a Milano).
Il kendō non è sport olimpico in quanto la federazione giapponese e, di conseguenza, quella internazionale non ha ancora preso decisioni in tal senso; tuttavia alcune federazioni spingono perché lo diventi.
A livello internazionale è opinione diffusa tra i praticanti a che, ancor più dei campionati mondiali, la competizione più prestigiosa a livello mondiale sia l'All Japan Kendo Championship, ovvero il torneo maschile individuale organizzato annualmente dalla federazione nipponica.
Un'altra importante competizione è l'annuale All Japan Kendo 8-dan Tournament a cui partecipano 32 Maestri 8-dan (il più altro grado attualmente assegnato) selezionati dalla AJKF che, oltre ad essere una vera e propria competizione, funge da dimostrazione di kendō espresso al suo massimo livello.
Al di là delle competizioni l'evento principale del mondo del kendō è l'annuale All Japan Kendo Enbu Taikai, comunemente chiamato Kyoto Taikai, organizzato dalla AJKF che si tiene a Kyoto nel mese di maggio.
Infine il kendō è una delle 15 discipline dei World Combat Games, in precedenza chiamati SportAccord Combat Games.
La pandemia di Covid-19 ha causato la cancellazione di molti eventi previsti negli anni 2020 e 2021 (fra gli altri i 18° Campionati del Mondo (Parigi 2020), i 30° Campionati Europei (Kristiansand 2020) e due edizioni dell'All Japan Kendo Enbu Taikai (116ª del 2020 e 117ª del 2021)) o lo spostamento temporale di altri (il principale è certamente il 68° All Japan Kendo Championship (2020), inizialmente cancellato ma poi tenutosi in marzo 2021). A seguito della pandemia, sono state introdotte dalla All Japan Kendo Federation delle speciali regole provvisorie; tali regole sono state adottate a livello internazionale dai membri della International Kendo Federation.

## Hall of Fame
La Kendo Hall of Fame (剣道殿堂 Kendō Dendō?) è stata istituita nel 2002 dalla AJKF come parte del progetto commemorativo del 50º anniversario della sua fondazione per onorare le persone (decedute) che hanno contribuito alla diffusione e allo sviluppo del kendō.
Attualmente la Kendo Hall of Fame comprende ventiquattro persone di cui quindici inserite nel 2002 e nove nel 2005.

## Discipline correlate e derivate

### Discipline correlate
Il kendō è strettamente legato ad altre arti marziali giapponesi:
- Iaidō (居合道? lett. "via (道?, dō) dell'unione (合?, ai) dell'essere (居?, i)"): l'arte dell'estrazione della spada (刀?, katana)

- Jōdō (杖道? lett. "via (道?, dō) del bastone (杖?, jō)")
- Naginata (なぎなた?), o più propriamente Atarashii Naginata (新しいなぎなた?): l'arte del combattimento con il falcione (薙刀?, naginata)

La vicinanza con il kendō è tanto forte che molte delle sue federazioni si occupano anche di tutte (come la CIK) o alcune (come la FIK, l'AJKF e l'EKF, che non comprendono la naginata) di queste discipline.

### Discipline derivate
Dal kendō giapponese deriva la variate coreana chiamata Kumdo (검도?) - a volte reso in caratteri latini come kǒmdo o geomdo - che ne mantiene l'impianto originale ma presenta alcune differenze minori dovute all'appropriazione e all'acculturazione. Tali differenze includono, ma non sono limitate all'uso della terminologia nativa (per bersagli, tecniche, equipaggiamento, etc.), l'uso di bandiere blu piuttosto che bandiere rosse per gli arbitri e piccole modifiche all'uniforme. I praticanti di kumdo generalmente prediligono uno stile dinamico (sebbene grezzo e poco ordotosso dal punto di vista nipponico), concentrandosi sull'uso di piccoli colpi veloci, aggressivi ed efficaci per creare aperture per attacchi più in linea con l'uso sul campo di battaglia mentre i praticanti di kendō, si concentrano in generale sulla pulizia e perfezione del singolo colpo, creando pazientemente un'apertura e il momento giusto per sferrare un attacco decisivo. Negli ultimi anni, con frequenti contatti tra gli atleti di kendō e kumdo attraverso l'allenamento incrociato e la competizione, questa distinzione è in qualche modo sfocata ed i singoli praticanti sempre più frequentemente scelgono lo stile a loro più congeniale.
Altre due arti marziali, questa volta giapponesi ed entrambe relativamente di recente creazione, derivate dal kendō sono il Jūkendō (銃剣道? lett. "via (道?, dō) della baionetta (銃剣?, jūken)") ed il Tankendō (短剣道?, lett. "via (道?, dō) della pada corta (短剣?, tanken)"): tutte e due sono basate sul combattimento con la baionetta ma, nel primo caso, questa è innestata al fucile mentre nel secondo è impugnata direttamente.